# Meurtre Hello Kitty
 (mars 2020).
Si vous disposez d'ouvrages ou d'articles de référence ou si vous connaissez des sites web de qualité traitant du thème abordé ici, merci de compléter l'article en donnant les références utiles à sa vérifiabilité et en les liant à la section « Notes et références ».
Pour le personnage fictif, voir Hello Kitty. Pour la chanson d'Avril Lavigne, voir Hello Kitty.

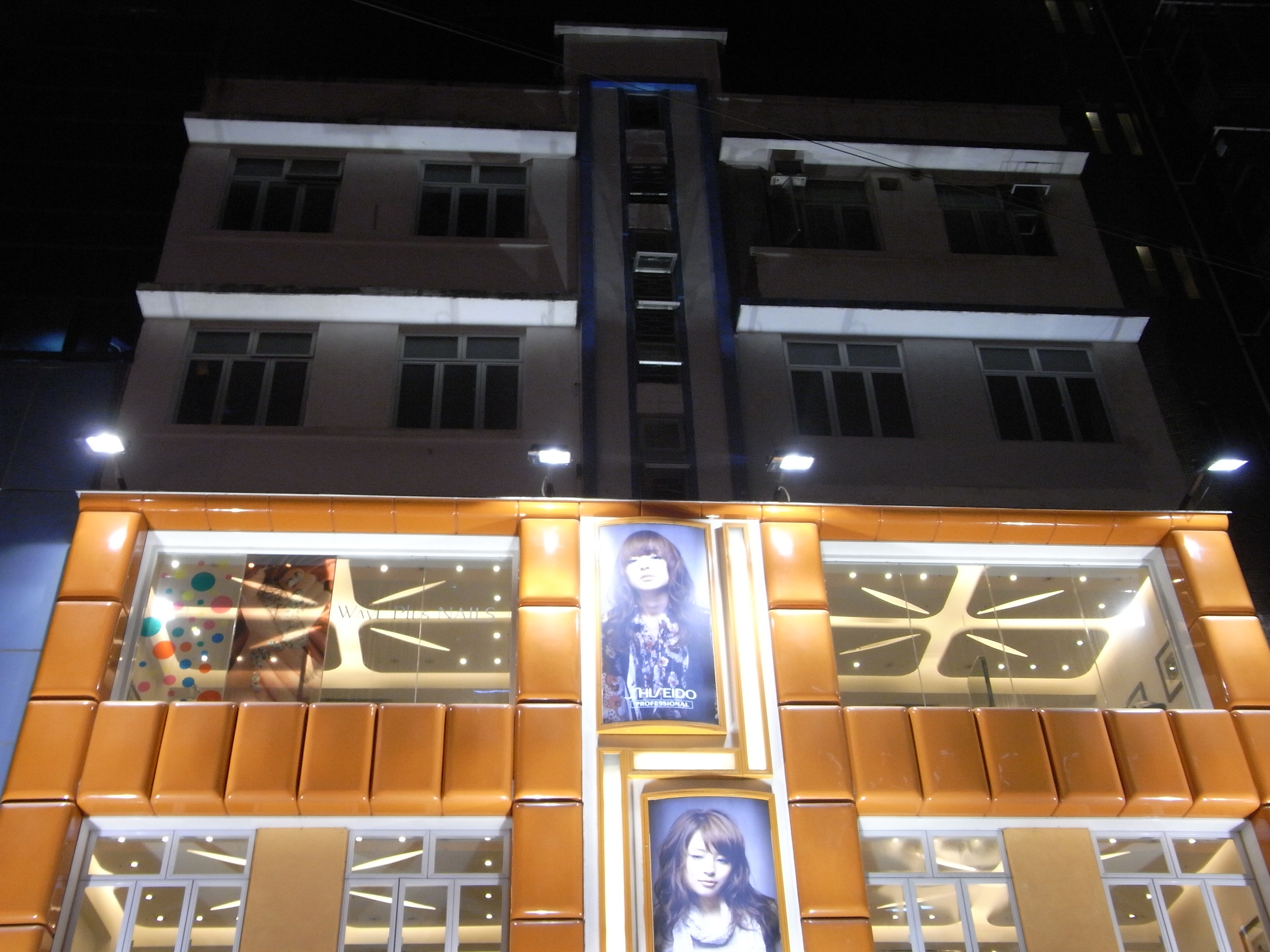
no 31 Granville Road, Tsim Sha Tsui, où la victime était détenue avant son meurtre (photo prise en 2010).

Le meurtre « Hello Kitty » est une affaire de 1999 dans laquelle une hôtesse de boîte de nuit a été enlevée et torturée dans un appartement à Tsim Sha Tsui, Hong Kong, après avoir volé un portefeuille. Elle a été enlevée et torturée par trois hommes avant de mourir un mois plus tard. Elle a ensuite été décapitée et sa tête a été placée à l'intérieur d'une poupée Hello Kitty,.

## Personnages

### Victime
Fan Man-yee (樊 敏 儀) est abandonnée par ses parents lorsqu'elle est encore une enfant et, à l'adolescence, devint toxicomane, se prostituant pour payer sa drogue.
En 1996, elle se marie et a un fils avant de devoir quitter son mari toxicomane et violent. En 1999, à 23 ans, elle est hôtesse de bar et essaie de se sevrer. Sur son lieu de travail, elle rencontre Chan Man-lok, dealer et proxénète, pour qui elle commence à travailler en tant que prostituée.

### Auteurs
Chan Man-lok, 34 ans (陳文樂), Leung Shing-cho, 27 ans (梁勝祖), Leung Wai-lun, 21 ans (梁偉倫) appartenaient à une triade. Man-lok avait une « petite amie » de 13 ans.

## Affaire

### Vol
Le 17 mars 1999, en manque d'argent, Fan vole le portefeuille de Chan contenant 4 000 HK$. Chan demande une compensation, et Fan lui rembourse la somme ainsi que des intérêts de 10 000 HK$. Chan estime que ce n'est pas suffisant et réclame 16 000 HK$ de plus,.

### Enlèvement et torture
Fan est alors enlevée par Chan ainsi que par ses complices, Leung Shing-cho, 27 ans (梁勝祖) et Leung Wai-lun, 21 ans (梁偉倫).
Ils l'ont emmenée dans un appartement au no 31 Granville Road, Tsim Sha Tsui, où ils l'ont emprisonnée, le plan initial étant de la forcer à se prostituer pour rembourser la somme.
Finalement, elle sera brutalement torturée, la petite amie de Chan, âgée de 13 ans, participant. Fan est alors battue, doit manger des excréments et boire de l'urine, du plastique est fondu sur sa peau. Elle est même suspendue au plafond et battue avec des tuyaux jusqu'à ce que ses os se brisent. La petite amie de Chan verse de l'huile pimentée dans ses plaies et sur ses yeux.

### Mort
Après un mois d'emprisonnement et de torture, Fan est tuée (ou est décédée à la suite de ses blessures) et démembrée. Ses ravisseurs ont fait bouillir la tête de la jeune fille dans une marmite d'eau chaude pour que celle-ci se réduise à un simple crâne sans identité.
Ils ont ensuite placé son crâne à l'intérieur d'une poupée sirène Hello Kitty et ont jeté le reste de son corps. Seul le crâne de Fan, une dent et certains organes internes ont été retrouvés.

### Enquête policière
Les restes de Fan n'ont été retrouvés qu'après qu'une jeune fille de 13 ans, la « petite amie » de l'un des hommes, a conduit la police sur les lieux, hantée par le crime,. 

## Procès
Les trois hommes ont été reconnus coupables d'homicide involontaire parce que le jury a jugé que les restes n'étaient pas suffisants pour montrer si Fan avait été assassiné ou si elle était décédé d'une autre manière, comme une overdose. La petite amie mineure d'un des hommes a témoigné au procès en échange de l'immunité.
Le trio a été reconnu coupable d'homicide involontaire par un jury après un procès de six semaines. Le juge Peter Nguyen, qui a condamné le trio à la prison à vie, a déclaré : « Jamais à Hong Kong ces dernières années, un tribunal n'a entendu parler d'une telle cruauté, dépravation, insensibilité, brutalité, violence et férocité ».
Des rapports psychiatriques ont décrit les trois hommes, membres d'une triade secrète, comme étant « sans pitié ». Le jury n'a pas pu statuer que les hommes avaient l'intention de tuer Fan Man-yee, 23 ans, ce qui aurait signifié un emprisonnement à perpétuité. La cause de la mort n'a pas pu être déterminée à cause de l'état du corps de la jeune fille. Elle prenait aussi de nombreuses drogues ce qui a compromis la réelle raison de sa mort. Le crime a été jugé homicide involontaire. Les hommes ont été condamnés à la prison à vie avec possibilité de liberté conditionnelle pas avant 20 ans, c'est-à-dire jusqu'en 2019.. 

## Répercussions
La médiatisation de l'affaire a entraîné la production et la sortie de films fondés sur l'histoire. Human Pork Chop (烹 屍 之 喪盡天良) et Il y a un secret dans ma soupe sont sortis en 2001[réf. nécessaire].
L'immeuble dans lequel le crime a eu lieu a été démoli en septembre 2012 et un hôtel y a été reconstruit en 2016 [réf. nécessaire].
L'épisode 23 de la quatrième saison de Bones, La Vérité masquée, est fondée sur cette affaire[réf. nécessaire].